# إدي فولكس
إدي فولكس (بالإنجليزية: Eddie Fowlkes)‏ هو ملحن ودي جيه أمريكي، ولد في 1962.

## وصلات خارجية
- إدي فولكس على موقع ميوزك برينز (الإنجليزية)
- إدي فولكس على موقع ديسكوغز (الإنجليزية)
- إدي فولكس على موقع ديسكوغز (الإنجليزية)